# 2006 год в боксе
2006 год в боксе.

## События
- Армянский боксёр Артур Абрахам получил немецкое гражданство.

## Любительский бокс

### Чемпионат мира
Чемпионат мира среди мужчин не проводился.
Среди женщин чемпионат мира прошёл в Нью-Дели, Индия с 18 по 23 ноября. Чемпионками мира стали:
- 46 кг:  M. C. Mary Kom
- 48 кг:  Ри-Янг Хьянг
- 50 кг:  Хасибе Еркоч
- 52 кг:  Сарита Деви
- 54 кг:  Софья Очигава
- 57 кг:  Yum Kum Ju
- 60 кг:  Кэти Тэйлор
- 63 кг:  Jenny R. L.
- 66 кг:  Aya Cissoko
- 70 кг:  Аниан Фортин
- 75 кг:  Lekha K.C.
- 80 кг:  Ирина Синетская
- 86 кг:  Елена Суркова

### Чемпионат Европы
Чемпионат Европы по боксу прошёл с 12 по 23 июля в городе Пловдив, Болгария. На чемпионате Европы доминировали российские спортсмены, завоевавшие 9 золотых медалей из 11. Чемпионами стали:
- до 48 кг:  Давид Айрапетян
- до 51 кг:  Георгий Балакшин
- до 54 кг:  Али Алиев
- до 57 кг:  Альберт Селимов
- до 60 кг:  Алексей Тищенко
- до 64 кг:  Борис Георгиев
- до 69 кг:  Андрей Баланов
- до 75 кг:  Матвей Коробов
- до 81 кг:  Артур Бетербиев
- до 91 кг:  Денис Поятсика
- свыше 91 кг:  Ислам Тимурзиев

## Профессиональный бокс

### Начали карьеру
- 7 января Александр Алексеев — российский боксёр, чемпион мира среди любителей, провёл первый профессиональный бой против чеха Томаша Мражека.

### Завершили карьеру
- Ноэль Арамбулет — венесуэльский боксёр-профессионал, выступающий в минимальной (Minimumweight) весовой категории. Является чемпионом мира по версии ВБА (WBA).

### Чемпионские бои

#### Тяжёлый вес (200+ фунт., 90.7+ кг)
- 3 июня россиянин Николай Валуев провёл защиту чемпионского титула против ямайского боксёра Оуэна Бэка, одержав победу техническим нокаутом в третьем раунде.
- 12 августа россиянин Олег Маскаев нокаутом в 12 раунде завоевал титул чемпиона мира по версии ВБС против американца Хасима Рахмана.
- 10 декабря россиянин Олег Маскаев успешно провёл добровольную защиту титула против боксёра из Уганды Питера Охелло.
- 22 апреля Владимир Кличко завоевал чемпионские тиулы IBF,IBO победив техническим нокаутом в 8 раунде американского бойца Криса Берда

#### Средний вес (160 фунт., 72.6 кг)
- 13 мая: защита Артуром Абрахамом титула чемпиона по версии МБФ против ганца Кофи Янтуа.
- 23 сентября: армянский боксёр Артур Абрахам провёл успешную защиту титула чемпиона по версии МБФ против колумбийца Эдисона Миранды. Несмотря на сломанную в пятом раунде челюсть, Артур одержал победу по очкам.